# ひのもとめぐ
ひのもとめぐ（3月18日 - ）は、日本の少女漫画家。別ペンネームにひのもとめぐる。福岡県出身。A型。筑陽学園高等学校デザイン科、日本デザイナー学院九州校卒業。埼玉県在住。

## 来歴
2001年の第10回まんが甲子園に出場し、高知県高校文化連盟会長賞を受賞。2005年、『ないしょのフォトグラフ』でなかよし新人まんが賞準入選を受賞し、『なかよしラブリー』2005年冬の号でデビュー。その後はティーンズラブ漫画やケータイコミックを主に手がける。
まんが甲子園受賞後は審査員などとして大会に関わっている。高知県との関わりは深く、ローカルアイドル・はちきんガールズの公式ファンブックのイラストも担当している。

## 主な作品リスト
- ないしょのフォトグラフ（個人同人誌「コイバナさん」に収録）
- チャリンコ・デイズ（個人同人誌「コイバナさん」に収録）
- 成形女子こはくシリーズ（三光出版社、原作：大吉）
- イケない課外授業シリーズ（アスキー・メディアワークス<魔法のiらんどコミックス>、原作：白川愛理）
- 高梨くんの半分はサドでできています（Bコミ<ラブドキッ。Bookmark!>、原案：すみれ）
- 隣の家の悪魔（Bコミ<ラブドキッ。Bookmark!>、原案：あおい）
- 溺愛デイズ（アルファポリス<Eternity COMICS>、原作：槇原まき）